# Josef Mooser
Josef Albert Mooser (* 18. November 1946 in Abensberg) ist ein deutscher Historiker.

## Leben
Der Sohn eines Landwirts studierte von 1968 bis 1973 Geschichte, Germanistik und Sozialkunde an der Universität München und schloss 1974 mit dem Staatsexamen ab. Von 1973 bis 1976 studierte er Geschichte im Aufbaustudium an der Universität Bielefeld und schrieb seine Dissertation bei Reinhart Koselleck. 1978 wurde er mit der Auszeichnung summa cum laude promoviert. Im selben Jahr wurde er Wissenschaftlicher Assistent in Bielefeld, 1979 wechselte er als Wissenschaftlicher Angestellter zum Arbeitskreis für moderne Sozialgeschichte an die Universität Heidelberg. 1980 kam er als Wissenschaftlicher Mitarbeiter zurück nach Bielefeld, wo er an seiner Habilitationsschrift arbeitete. 1986 wurde er habilitiert und bekam die Venia legendi für das Fach Neuere Geschichte. Im selben Jahr wurde er Professor auf Zeit (C2) für Neuere Geschichte mit besonderer Berücksichtigung der Kultur- und Sozialgeschichte an der Universität Bielefeld. Im Wintersemester WS 1988/89 und Sommersemester 1989 vertrat er Jürgen Kocka an der Freien Universität Berlin. 1990 wurde er Vertreter einer C3-Professur für Neuere Geschichte unter besonderer Berücksichtigung der Sozial- und Wirtschaftsgeschichte an der Universität Trier. Ab 1993 war er Professor für Allgemeine Geschichte des 20. Jahrhunderts an der Universität Basel. Per Ende des Herbstsemesters 2011 wurde er emeritiert.
Seine Forschungsschwerpunkte liegen in der deutschen Sozial-, Wirtschafts- und Kulturgeschichte des 19. und 20. Jahrhunderts, in der Sozialgeschichte ländlicher Gesellschaften und in der Arbeitergeschichte.

## Schriften (Auswahl)
- Ländliche Klassengesellschaft 1770–1848. Bauern und Unterschichten, Landwirtschaft und Gewerbe im östlichen Westfalen (= Kritische Studien zur Geschichtswissenschaft. Bd. 64). Vandenhoeck und Ruprecht, Göttingen 1984, ISBN 3-525-35723-0 (modifizierte Dissertation, Universität Bielefeld, 1978).
- Arbeiterleben in Deutschland 1900–1970. Klassenlagen, Kultur und Politik (= Edition Suhrkamp. Bd. 1259. Neue Folge. Bd. 259). Suhrkamp, Frankfurt am Main 1984, ISBN 3-518-11259-7.
- Hrsg.: Frommes Volk und Patrioten. Erweckungsbewegung und soziale Frage im östlichen Westfalen 1800 bis 1900. Verlag für Regionalgeschichte, Bielefeld 1989, ISBN 3-927085-13-8.
- Liberalismus und Gesellschaft nach 1945. Soziale Marktwirtschaft und Neoliberalismus am Beispiel von Wilhelm Röpke. In: Manfred Hettling, Bernd Ulrich (Hrsg.): Bürgertum nach 1945. Hamburger Edition, Hamburg 2005, ISBN 978-3-936-09650-7, S. 134–163.